# Plateau granitique d'Autriche

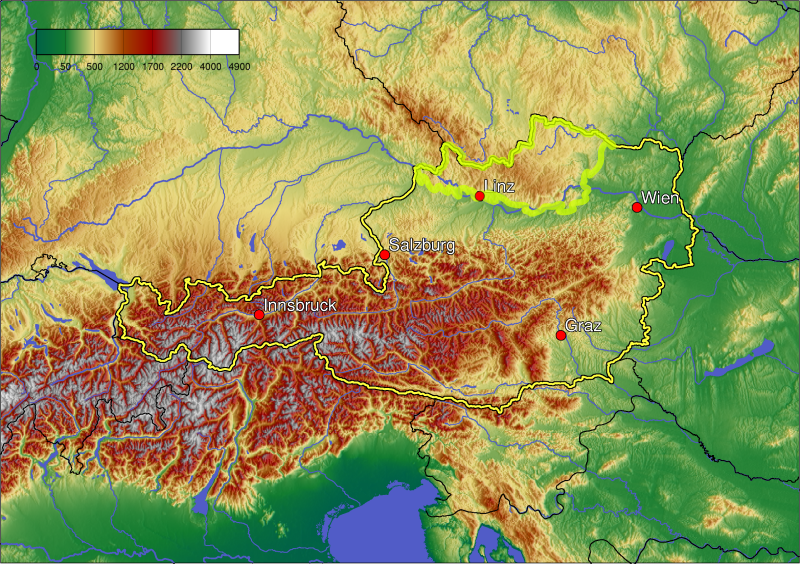
Carte physique de l'Autriche avec, entouré d'une ligne vert clair, au nord du Danube, le plateau granitique d'Autriche.

Le plateau granitique d'Autriche forme l'une des cinq unités géographiques principales de l'Autriche. Il se subdivise entre la Haute et Basse-Autriche pour former respectivement le Mühlviertel et le Waldviertel. Il correspond, d'un point de vue géologique, à la moitié autrichienne du massif de Bohême.

## Relief et paysages

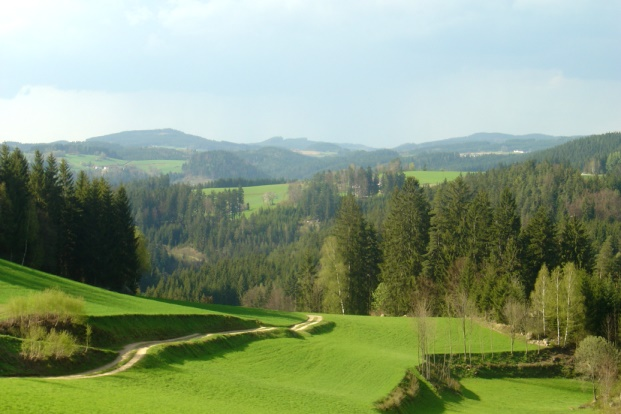
Un paysage typique du centre du Mühlviertel.

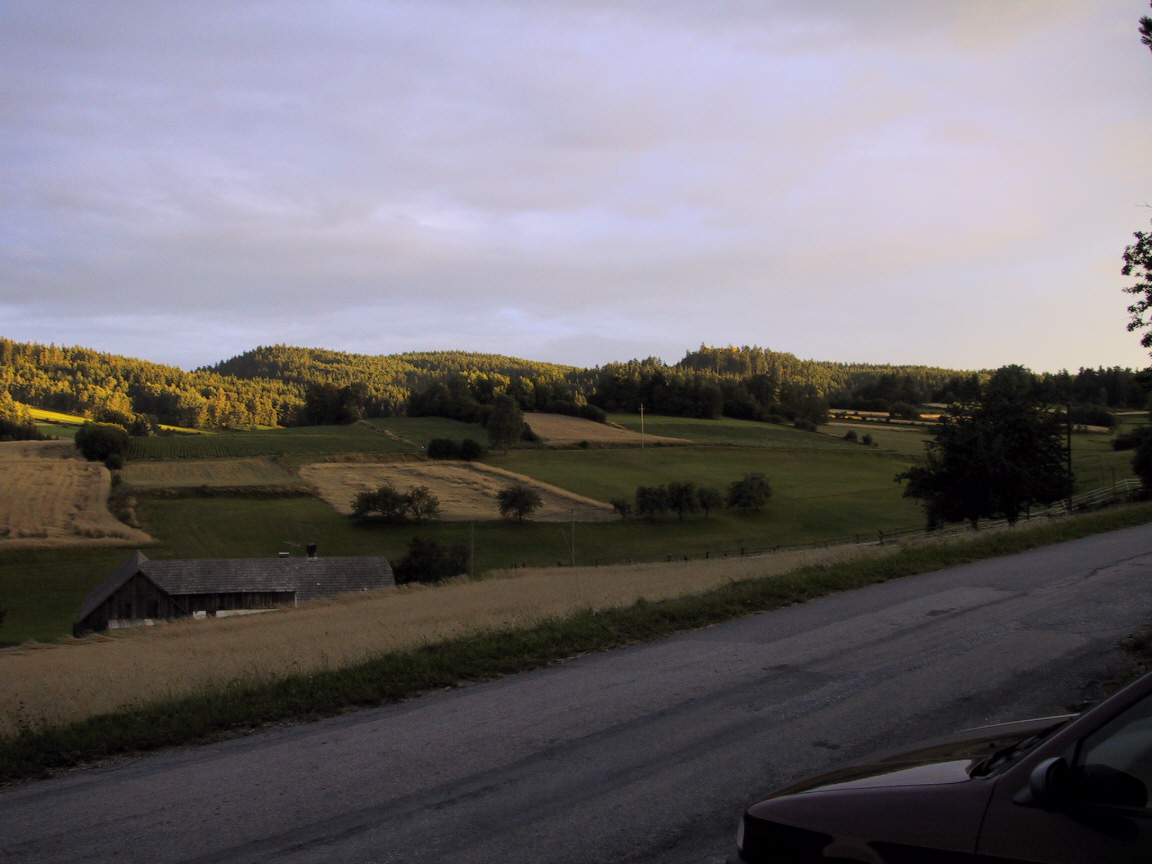
Région centrale du Waldviertel.

L'Autriche comprend trois unités de relief bien distinctes : les Alpes autrichiennes, les Préalpes et le bassin préalpin, et le plateau granitique,.
Le plateau granitique est l'unité la plus septentrionale et la moins étendue d'Autriche, puisqu'il ne recouvre que 10 % de la superficie du pays. Il s'étend pour l'essentiel au nord du Danube, dans les Länder de Basse-Autriche (Weinviertel, Waldviertel) et de Haute-Autriche (Mühlviertel). Au sud, il est limitrophe des Préalpes d'Autriche (avec quelques prolongements ponctuels au sud du Danube), à l'est du Tullnerfeld et du Weinviertel. Au nord, la frontière austro-tchèque coïncide avec la limite de cette région. Sur le versant tchèque, elle se prolonge par les monts de Bohême-Moravie (Vysočina), la chaîne de Gratzen (monts de Nové Hrady) – dont la frontière avec l'Autriche est appelée Freiwald – et la forêt de Bohême (Šumava). Par l'ouest, elle est frontalière de la Bavière, avec la forêt de Bavière et la forêt de Neuburg.
Le plateau granitique est une région de moyenne montagne, dont la partie centrale est vallonnée et arrondie, mais la périphérie accidentée, avec par endroits d'imposants escarpements, d'une altitude moyenne de 750 m. Ce paysage est dit de pénéplaine : un massif ancien érodé, qui se rattache au massif de Bohême.

## Subdivision du massif
Le nord-ouest du massif se confond avec les contreforts de la forêt de Bohême ; la chaîne centrale est celle de la haute forêt de Bohême et le sud constitue les collines du Mühlviertel. La dépression de la Feldaist, large de 25 km entre le Sternstein (1 122 m) et le Viehberg (1 112 m), sépare la forêt de Bohême des monts de Gratzen (Freiwald), et son altitude de seulement 675 m (à Summerau) en fait un col naturel entre la vallée du Danube et celle de la Moldava, dans le Mühlviertel. Le Mühlviertel et le Waldviertel sont séparés l'un de l'autre par Freiwald et la forêt du Weinsberg (de) (on appelle cette zone, avec Ostrong et Jauerling, le « Haut-Waldviertel »). L'est (le Waldviertel) surplombe la vallée du Danube par des coteaux abrupts, et s'abaisse vers le nord, avant de se prolonger par les monts de Bohême-Moravie.
Les sommets dépassent rarement l'étage collinéen : le point culminant est le Plöckenstein, dans la chaîne de la haute forêt de Bohême, avec 1 379 m. Les autres sommets sont le Sternstein (1 122 m) et le Viehberg (1 112 m), dans le Mühlviertel, ainsi que le Tischberg (1 063 m), le Weinsberg (de) (1 041 m) et l'Ostrong (1 061 m), dans le Waldviertel. Le coteau oriental forme le Manhartsberg (537 m).
Le centre du plateau est encaissé entre ces sommets : dans le Mühlviertel, les collines du Mühlviertel central avec le bassin de Freistadt, les contreforts méridionaux de la forêt de Bohême avec la vallée de la Mühl, les coteaux du Mühlviertel méridional (bassin de Klam, bassin de Gallneukirchen) et les collines de Leonfelden, les ballons d'Aist-Naarn, le Freiwald et la forêt du Weinsberg (de). À l'est, le bas-Waldviertel comprend le pays de Zwettl, avec le plateau d'Ottenschlag, les coteaux de Kamp-Krems et le plateau de Gföhl. À la limite nord, la falaise de Gmünd forme la moitié méridionale du bassin du Wittingau, débordant en territoire tchèque (Třeboňská), le Litschau et – séparé par le Wieningerberg (Predigtstuhl) et la Wild – les collines et la haute-vallée de la Thaya. Le bassin de Horn dessine la frontière avec le Weinviertel.
Les bancs rocheux entaillés par la vallée du Danube et leurs cluses appartiennent aussi au plateau granitique autrichien : le Sauwald (895 m), entre Eferding et Passau, avec la vallée du Danube, entre la boucle de Schlögen et Aschach, la forêt de Kürnberg (cluse de Linz), l'éperon cristallin de Wallsee, la dépression de Neustadtl et le Strudengau (cluse de Grein), le Hiesberg au sud du Nibelungengau, la forêt de Dunkelstein (725 m) et la Wachau.

## Végétation et climat

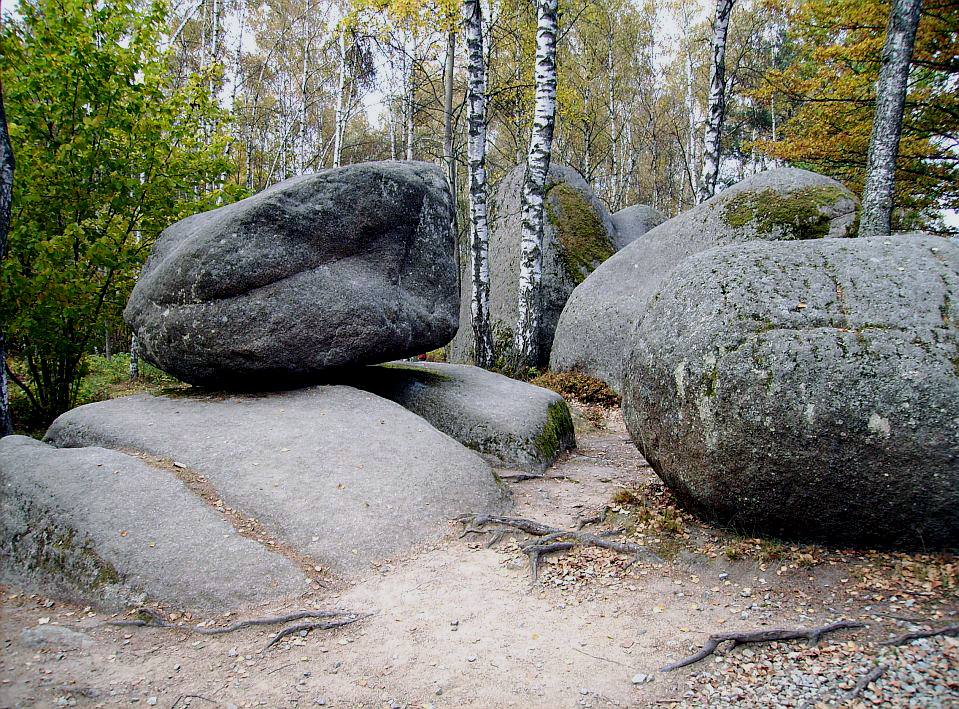
Chaos granitiques du parc naturel de Blockheide-Gmünd.

Si l'agriculture a modelé largement le paysage des vallées et des plaines, les collines et les coteaux sont couverts de forêts mixtes de conifères et de hêtres (type subhercynien), souvent exploitées par la sylviculture. Les forêts de plaine sont des forêts mixtes de hêtres, mais il y a également des charmes et, à l'est, des pins sylvestres. Les tourbières ne sont pas rares : avec l'anmoor et les prairies, elles sont d'ailleurs constitutives du paysage du Waldviertel.
Le climat est froid et sec, atlantique à subarctique : le climat pluvieux de la moitié occidentale est parfois qualifié de climat de transition d’Europe centrale, tandis que le climat froid et sec du Weinviertel est influencé par le climat pannonien, de caractère nettement continental. L’étagement est de 100 à 250 m inférieur à celui du massif de Rax et Schneeberg, et la température moyenne annuelle, inférieure de 1 °C. Quant au reste, le climat n'est pas différent de celui du reste des Alpes septentrionales, et l'agriculture est encore possible jusqu'à 900–1 000 m d'altitude (mais limitée au pacage dans les Préalpes). Les brumes sont fréquentes, mais le volume des précipitations est faible (entre 700 et 1 100 mm). Vers l'est, balayé par des vents permanents de nord/nord-ouest, il s'abaisse jusqu'à 200 mm. La région présente donc un contraste climatique extrême : le nord-ouest du massif, très exposé, est l'une des régions les plus pluvieuses d'Autriche avec 1 500 mm, alors que le nord-est (vallée de Horn) est l'une des plus arides (560 mm) ; Zwettl détient le record de froid d'Autriche (température moyenne annuelle de 6–7 °C; minimum historique de −36,6 °C, en février 1929), et n'est qu'à 50 km de la Wachau, vignoble de réputation mondiale (moyenne de 9 °C).
Les terres appartiennent majoritairement à la série des sols bruns-podzols et sont, de par leur forte altération, généralement peu fertiles. Ce n'est que dans la moitié orientale que l'on retrouve des sols lourds, le long des coteaux cénozoïques du Weinviertel à la couverture de lœss périglaciaire.

## Géologie

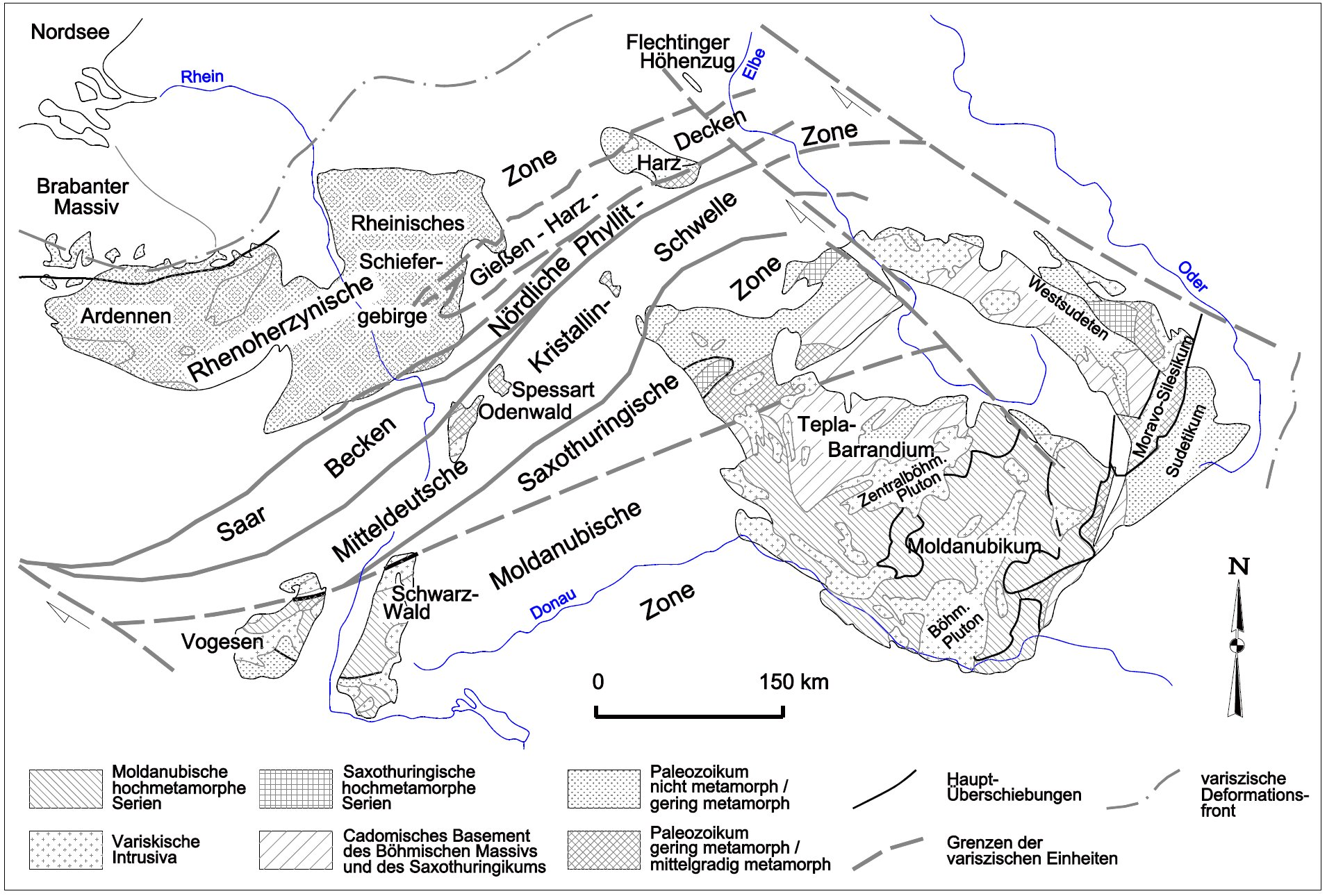
Structure géologique de la chaîne hercynienne, au sud-est de la moitié autrichienne.

Le plateau, comme l'indique son nom allemand, est majoritairement formé de granite et de gneiss, roches qui constituent le massif de Bohême. Le granite est prépondérant au centre du plateau, tandis que le gneiss est présent à l'ouest et à l'est du massif. La « série bigarrée » fait exception : cette langue de terrain présente diverses roches, comme le marbre ou le kaolin (à Schwertberg). Ces roches et minéraux ont été extraits abondamment (carrières du Herschenberg, de Neuhaus, d'Aalfang, de Hartberg, sables granitiques de Schrems, syénite de Gebharts, marbre de Wachau). Il y a d'abondants chaos granitiques, aux formes caractéristiques de mers de rochers, de pierres branlantes et d'à-plombs.
Le massif de Bohême est un massif ancien du centre de l'Europe, vestige de la chaîne hercynienne. La plus grande partie du plateau autrichien est le produit de l'épisode moldanubien, une phase ancienne du cycle varisque (entre 350 et 400 millions d'années). Il a repoussé le « moravicien », qui est la moitié orientale du plateau, le long d'une ligne sinueuse Schönberg am Kamp – Geras – Frain (Vranov). Il s'en distingue par un moindre degré de métamorphisme et une présence plus importante de gneiss anté-hercynien (orogenèse cadomienne, il y a 650 à 545 millions d'années). Mais les roches les plus anciennes du massif sont encore les gneiss de Dobra, qui remontent à 1 377 millions d'années.
Le massif de Bohême a « résisté » à l’orogenèse alpine ; il s'étend sous le banc de molasse des Préalpes et jusque sous le massif alpin.[pas clair]

## Hydrologie
La région est drainée presque en totalité par le Danube et de là par la mer Noire : les coteaux méridionaux, aux vallées méandreuses abruptes s'y déversent directement. Le nord est drainé par la Moldava, vers l'Elbe et la mer du Nord ; la ligne de partage des eaux traverse ainsi ce plateau de granite et de gneiss.